# Fritz Klein (sexologue)
Pour les articles homonymes, voir Fritz Klein et Klein.
Fred Klein, dit Fritz Klein, né le 27 décembre 1932 à Vienne (Autriche) et mort le 24 mai 2006 à San Diego (Californie), est un sexologue et un psychiatre américain dont les recherches ont porté principalement sur la bisexualité, et qui a également agi en militant pour les droits des personnes bisexuelles.
L'une des principales figures de l'étude de la bisexualité contemporaine, Fritz Klein est notamment à l'origine de la grille d'orientation sexuelle de Klein qui prolonge et affine l'échelle de Kinsey.
Auteur de The Bisexual Option (1978), il a également créé l'American Institute of Bisexuality et contribué au Journal of Bisexuality.

## Biographie
Fritz Klein, né Fred Klein, vient au monde à Vienne le 27 décembre 1932,. Il a deux frères. Pendant son enfance, ses parents fuient l'antisémitisme en Autriche et s'installent aux États-Unis, à New York. Klein finit ensuite par obtenir la nationalité américaine. Fritz Klein obtient un diplôme de bachelor à l'université Yeshiva, puis un Master in Business Administration à l'université Columbia. Il part alors étudier la médecine en Suisse, à Berne, où il s'oriente vers la psychiatrie et obtient, après six ans d'étude, un diplôme de médecine,. Il ouvre par la suite son propre cabinet de psychiatrie.
En 1974, Fritz Klein entame ses recherches sur la bisexualité et a la surprise de ne trouver presque aucune étude sur le sujet à la bibliothèque publique de New York. Il publie alors une annonce dans Village Voice pour recueillir des témoignages de personnes bisexuelles. Ces entretiens débouchent sur la création par Klein du Bisexual Forum, un groupe de défense des droits des bisexuels. En 1978, Klein publie son ouvrage le plus connu, The Bisexual Option, dans lequel il publie notamment la grille d'orientation sexuelle sur laquelle il travaille depuis plusieurs années. Considéré comme un classique du sujet,, The Bisexual Option est fréquemment mentionné dans des bibliographies thématiques traitant de la bisexualité,.
Klein déménage par la suite à San Diego en Californie, où il crée en 1982 un autre forum destiné aux bisexuels, et où il lance le Journal of Bisexuality, dont il est alors rédacteur en chef.
En 1998, Fritz Klein fonde l'American Institute of Bisexuality, une fondation destinée à soutenir la recherche et la diffusion des connaissances concernant la bisexualité. Il en reste le président jusqu'à sa mort.
Fritz Klein meurt le 24 mai 2006 à San Diego (Californie) d'une crise cardiaque,.

## Point de vue sur la bisexualité
Klein est d'avis que le phénomène de la bisexualité n'a pas été suffisamment analysé et est largement occulté (p 335), notamment par la critique que représente la théorisation de la bisexualité pour contrer des constructions théoriques dichotomiques de la sexualité. Klein fait partie de chercheurs et chercheuses comme Janet Bode, Philip Blumstein et Pipper Schwartz qui ont tenté de démontrer la fluidité des orientations sexuelles, en mettant en avant que le désir envers des personnes du même sexe n'est pas exclusif de celui de personnes d'un sexe différent, et qu'une personne n'est pas obligatoirement soit homosexuelle soit hétérosexuelle. De même l'identité sexuelle, le désir et les sentiments ainsi que les comportements sexuels ne sont pas forcément corrélés chez une personne donnée. Klein décrit longuement le phénomène d'occultation de la bisexualité en l'expliquant par la menace que cette orientation représente. Il indique que l'homophobie découle en partie d'une peur que l'intimité émotionnelle débouche sur une intimité sexuelle, alors que selon lui «la bisexualité est un concept d'intimité à 100%.». Pour lui les personnes bisexuelles sont caractérisées par une capacité saine à expérimenter un large continuum d'intimité émotionnelle de par leur capacité à ne pas avoir peur de l'intimité sexuelle (p 337).
Il explique également la différence entre le genre et l'identité sexuelle et popularise l'échelle de Kinsey auprès d'un large public (p336).

### Vie sexuelle
Fritz Klein était lui-même bisexuel, avec une attirance un peu plus prononcée pour les hommes.
Dans un entretien, il indique avoir eu deux relations longues avec des femmes au cours de sa vie.
Au moment de sa mort, Klein était en couple avec un homme, Tom Reise.

## La grille d'orientation sexuelle de Klein
La mise au point de ce test psychologique est à l'origine de la reconnaissance internationale de Klein dans l'étude de la bisexualité.

## Principales publications
- Fritz Klein, The Bisexual Option : A concept of one hundred percent intimacy, Harrington Park Press, 1978 (OCLC 3816414).
- (coauteur) Man, His Body, His Sex (1978)
- (coauteur) Bisexualities: Theory and Research (1986)
- (coauteur) Bisexual and Gay Husbands: Their Stories, Their Words (2001)
- Life, Sex and the Pursuit of Happiness (roman écrit dans les années 1980, publié en 2005)[1]